# Daniel R. McGehee
Daniel Rayford McGehee (* 10. September 1883 in Little Springs, Franklin County, Mississippi; † 9. Februar 1962 in Meadville, Mississippi) war ein US-amerikanischer Politiker. Zwischen 1935 und 1947 vertrat er den siebten Wahlbezirk des Bundesstaates Mississippi im US-Repräsentantenhaus.

## Werdegang
Nach der Grundschule besuchte Daniel McGehee bis 1903 das Mississippi College in Clinton. Nach einem anschließenden Jurastudium an der University of Mississippi in Oxford und seiner im Jahr 1909 erfolgten Zulassung als Rechtsanwalt begann er in Meadville in seinem neuen Beruf zu arbeiten. Er war aber auch im Bankgewerbe und in der Landwirtschaft tätig.
McGehee war Mitglied der Demokratischen Partei. Von 1924 bis 1928 und nochmals zwischen 1932 und 1934 saß er im Senat von Mississippi. Dazwischen war er von 1928 bis 1932 Abgeordneter im Repräsentantenhaus des Staates. 1934 wurde McGehee im siebten Distrikt von Mississippi in das US-Repräsentantenhaus in Washington gewählt, wo er am 3. Januar 1935 die Nachfolge von Lawrence R. Ellzey antrat. Nachdem er bei den folgenden fünf Kongresswahlen jeweils in seinem Mandat bestätigt wurde, konnte er bis zum 3. Januar 1947 insgesamt sechs Legislaturperioden im Kongress absolvieren. Zwischen 1941 und 1947 war er Vorsitzender des Committee on Claims, eines Ausschusses, der sich mit Ansprüchen an die Bundesregierung befasste.
Für die Wahlen des Jahres 1946 wurde McGehee von seiner Partei nicht mehr für eine weitere Amtszeit nominiert. Daraufhin zog er sich aus der Politik zurück und arbeitete wieder als Anwalt. Er war aber auch weiterhin in der Landwirtschaft und im Bankgewerbe tätig.